# Halictus harveyi
Halictus harveyi är en biart som beskrevs av Cockerell 1920. Halictus harveyi ingår i släktet bandbin, och familjen vägbin. Inga underarter finns listade i Catalogue of Life.